# هنری جان‌سخت
هنری جان‌سخت (به انگلیسی: Hardcore Henry) (که همچنین با عنوان هاردکور نیز شناخته می‌شود) یک فیلم سینمایی آمریکایی علمی تخیلی و اکشن به کارگردانی و نویسندگی ایلیا نایشولر محصول سال ۲۰۱۵ است. فیلم به‌طور کامل با چشم‌انداز اول شخص و از دید قهرمان اصلی روایت می‌شود. از بازیگران این فیلم می‌توان به شارلتو کوپلی، دانیلا کوزالوسکی، هیلی بنت و تیم راث اشاره کرد. هنری جان‌سخت توسط اس‌تی‌اکس اینترتینمنت در روز هشتم آوریل ۲۰۱۶ در ایالات متحده اکران شد.

## انتشار
این فیلم برای اولین بار در روز ۱۲ سپتامبر ۲۰۱۵ در جشنواره بین‌المللی فیلم تورنتو اکران شد و یکی از معتبرترین و پر سر و صداترین فیلم‌های این جشنواره در آن دوره شد. بدین ترتیب رقابتی بین استودیوهای لاینزگیت، یونیورسال و اس‌تی‌اکس اینترتینمنت درگرفت که در نهایت اس‌تی‌اکس حقوق جهانی فیلم هاردکور را به‌دست‌آورد که شامل تعهد انتشار گسترده در ازای مبلغ ۱۰ میلیون دلار می‌شد و این تبدیل به اولین خرید جشنواره‌ای فیلم این استودیو شد. عنوان این فیلم برای انتشار و اکران داخلی به هِنری هاردکور تغییر یافت.
در جشنواره تورنتو، این فیلم برنده جایزه «جنون نیمه شب» برگزیده مردم گرولش شد.